# Torre (Traversetolo)
Torre è una frazione del comune di Traversetolo, in provincia di Parma.
La località dista 3,51 km dal capoluogo.

## Geografia fisica
La località montuosa è collocata sul versante sinistro della valle del torrente Termina di Torre, nei pressi del monte Cereo.

### Barboj
A valle della località di Berzora, a poca distanza dal borgo di Torre da cui sono raggiungibili attraverso un sentiero erboso, si trovano i piccoli vulcanelli di fango conosciuti come barboj, in riferimento ai borbottii che accompagnano l'emissione di gas metaniferi dal sottosuolo; queste manifestazioni geologiche, considerate le più importanti dell'Emilia occidentale, si estendono anche nella vicina località di Rivalta di Lesignano de' Bagni, cui l'area è collegata attraverso alcuni sentieri segnalati; le salse sono caratterizzate dalla fuoriuscita dalle pozze sorgentifere di acque melmose salate, utilizzate fino al XIX secolo a scopo curativo, che confluiscono nel piccolo rio dei Barboj, affluente del torrente Termina.

## Origini del nome
Il toponimo della località deriva dall'antica presenza di una torre di avvistamento.

## Storia
L'insediamento abitato di Torre sorse in epoca medievale: l'originaria cappella di Turre, menzionata forse già nel 1144, esisteva sicuramente già nel 1230, mentre nella località di Berzora negli stessi secoli fu edificata una torre di avvistamento dei castelli di Mulazzano e Rivalta.
La chiesa, a lungo legata alla cappella della vicina Sivizzano, fu elevata al rango di parrocchia soltanto verso il 1564.
La peste del 1630 colpì duramente la popolazione del luogo, causando la morte del 73% delle persone e una profonda crisi demografica; la lenta ripresa si verificò soltanto a partire dal XVIII secolo.
Nel 1746, nel corso della guerra di successione austriaca, gli edifici dell'abitato subirono vari danni a causa degli scontri tra gli eserciti asburgico e spagnolo.
Nel XIX secolo la fanghiglia prodotta dai barboj iniziò a essere raccolta e utilizzata per scopi curativi nello stabilimento termale di Lesignano de' Bagni. Nel 1895 una società francese perforò nelle vicinanze due pozzi petroliferi alla ricerca del petrolio, ma senza successo.

## Monumenti e luoghi d'interesse

### Chiesa di Santo Stefano

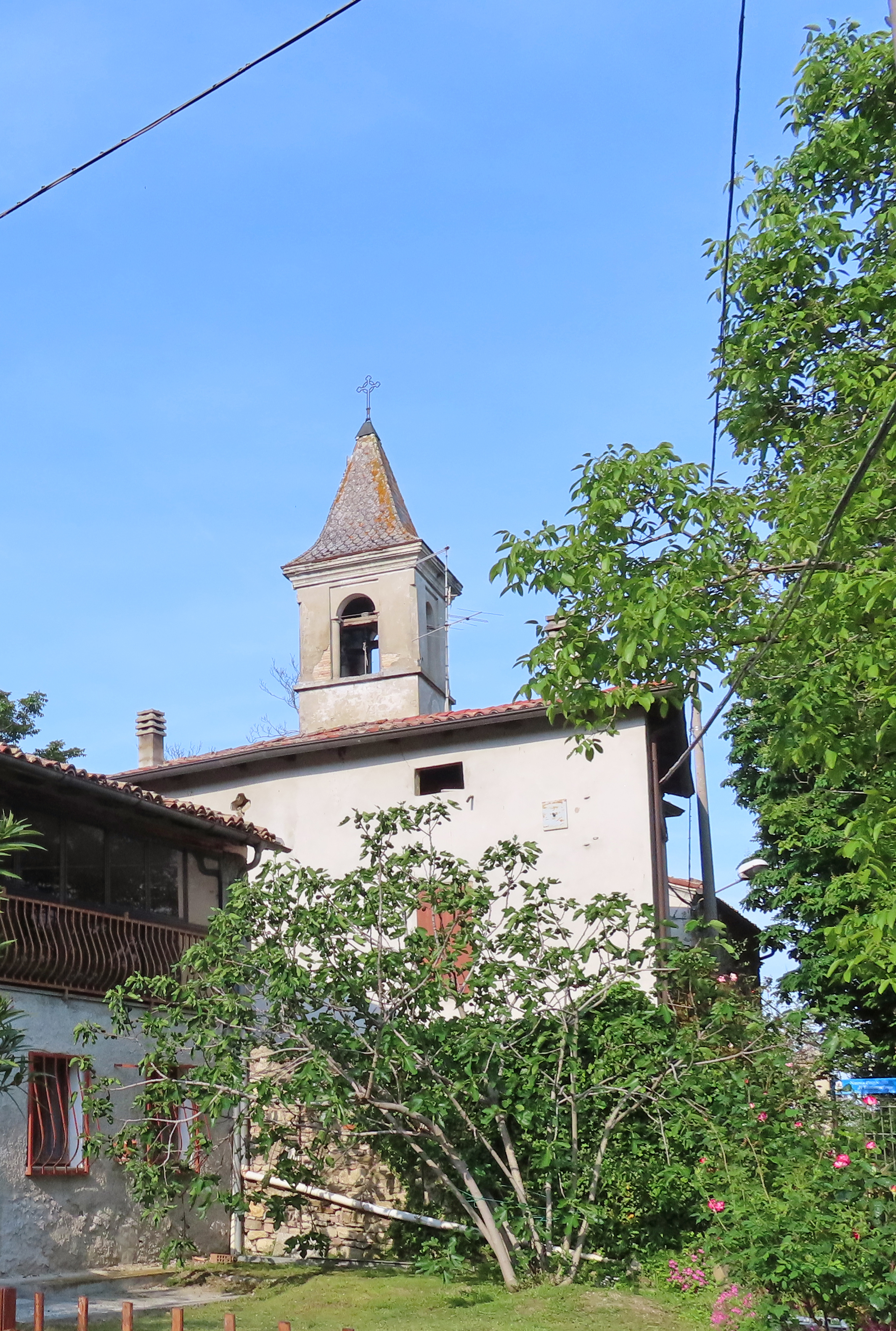
Chiesa di Santo Stefano

Menzionata forse già nel 1144, la chiesa romanica originaria fu probabilmente restaurata intorno al 1564 e nuovamente tra il 1705 e il 1706; profondamente modificata nel 1888, nel 1993 fu arricchita sul prospetto sud con un dipinto murale a opera di Proferio Grossi; l'edificio conserva al suo interno due quadri a olio realizzati agli inizi del XVIII secolo da Giovanni Bolla.

### Casatorre di Berzora
Edificata nel XVII secolo, la casatorre si trova nel piccolo borgo di Berzora, sorto in epoca medievale intorno alla torre di avvistamento dei castelli di Mulazzano e Rivalta.